# Jono Darby
Jono Darby ist ein australischer Schauspieler und Drehbuchautor.

## Leben
Darby begann ab 2017 in verschiedenen Theaterproduktionen mitzuwirken, darunter in den Shakespeare-Stücken Romeo und Julia und Macbeth. 2018 gab er sein Fernsehdebüt, als er in drei Episoden der Miniserie The Big Nothing die Rolle des Edward Bayfield darstellte. 2022 spielte er in den Kurzfilmproduktionen I A.M. Danny, No Running, The Easy Part und If I Were a Carpenter. 2023 war er im Kurzfilm After Service zu sehen. Der Kurzfilm feierte seine Premiere am 12. Dezember 2023 in Adelaide und wurde unter anderen am 2. Februar 2024 auf dem Fleurieu Film Festival gezeigt. 2025 war er im B-Movie The Land That Time Forgot in der Rolle des Kapitän Remizov zu sehen. Es war zu gleich sein Spielfilmdebüt als Schauspieler.
2022 verfasste er die Drehbücher für die Kurzfilme I A.M. Danny und If I Were a Carpenter. In beiden Filmen übernahm er außerdem Filmrollen. I A.M. Danny wurde am 10. September 2022 auf dem 48 Hour Film Project gezeigt. If I Were a Carpenter wurde am 21. November 2022 anlässlich des Fleurieu Film Festival gezeigt.

## Filmografie (Auswahl)

### Schauspiel
- 2018: The Big Nothing (Miniserie, 3 Episoden)
- 2022: I A.M. Danny (Kurzfilm)
- 2022: No Running (Kurzfilm)
- 2022: The Easy Part (Kurzfilm)
- 2022: If I Were a Carpenter (Kurzfilm)
- 2023: After Service (Kurzfilm)
- 2025: The Land That Time Forgot

### Drehbuch
- 2022: I A.M. Danny (Kurzfilm)
- 2022: If I Were a Carpenter (Kurzfilm)

## Theater (Auswahl)
- 2017: DNA, Regie: Corey Macmahon
- 2017: Romeo & Juliet, Regie: Nescha Jelk
- 2017: Woyzeck, Regie: Jon Halpin
- 2017: Roberto Zuecco, Regie: Paulo Castro
- 2018: Absolute, Regie: Kidaan Zelleke
- 2018: La La Luna, Regie: Paulo Castro
- 2018: Aftershocks, Regie: Terrance Crawford
- 2019: Flood, Regie: Max Garcia-Underwood
- 2019: Macbeth, Regie Liam Ormsby
- 2019: Romeo & Juliet, Regie Liam Ormsby
- 2019: Euphoria, Regie: Nescha Jelk
- 2019: Emily Loves to Bounce, Regie: Dave Brown
- 2020: Allepo, Regie: Mohammad Al Attar
- 2020: Romeo & Juliet, Regie: Liam Ormsby
- 2021: Macbeth, Regie: Liam Ormsby